# كارول ثاتشر
كارول تاتشر (بالإنجليزية: Carol Thatcher)‏ (ولدت في 15 أغسطس 1953)، صحفية إنجليزية ومؤلفة وشخصية إعلامية، هي ابنة مارغريت ثاتشر، رئيسة الوزراء البريطانية، ودينيس ثاتشر. كتبت سيرة ذاتية لكل من والديها وأنتجت أيضا فيلما وثائقيا عن والدها الذي تضمن مقابلة علنية فقط.

## روابط خارجية
- كارول ثاتشر على موقع IMDb (الإنجليزية)
- كارول ثاتشر على موقع ميوزك برينز (الإنجليزية)
- كارول ثاتشر على موقع كينوبويسك (الروسية)